# Edmond Dantès

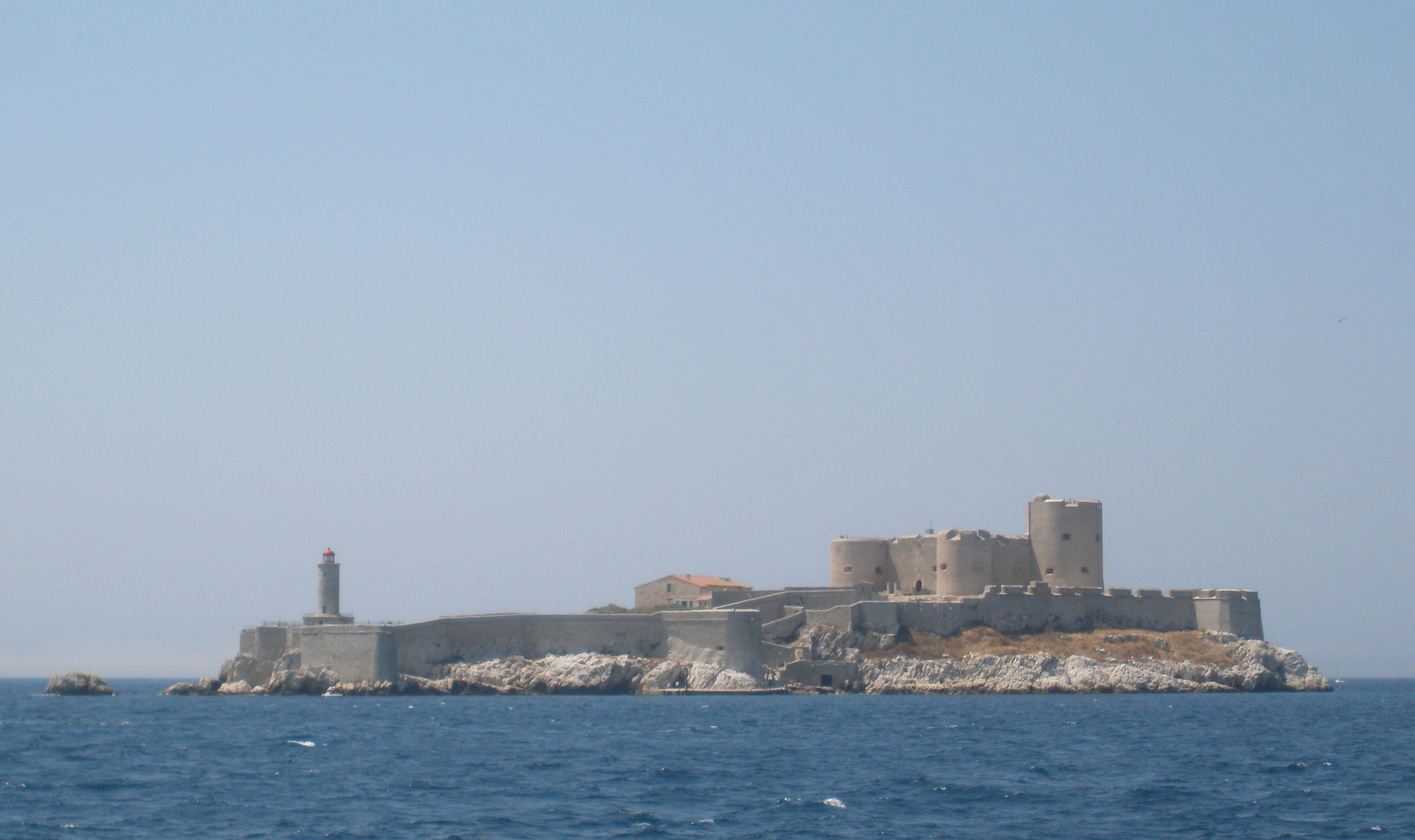
Il castello d'If

Dantès interpretato da Andrea Giordana, nello sceneggiato televisivo Il conte di Montecristo, diretto da Edmo Fenoglio (1966)

Edmond Dantès è un personaggio immaginario, protagonista del romanzo d'appendice Il conte di Montecristo di Alexandre Dumas. Il titolo del libro deriva proprio dall'identità che assume Dantès per compiere la vendetta verso i suoi nemici.
La sua vicenda, ambientata in Italia e Francia tra il 1815 ed il 1838, lo vede prima cadere in disgrazia e poi, dopo innumerevoli peripezie ed avventure, ottenere la sua rivalsa contro coloro che avevano rovinato la sua vita.

## Biografia
Edmond Dantès nasce nel 1796. Nel 1815, appena diciannovenne, sta per ricevere la promozione a capitano della nave mercantile Pharaon, ed inoltre è sul punto di sposare una bella catalana, Mercédès. Danglars, che invidia il suo aumento di grado, e Fernand Mondego, che invece è innamorato della fidanzata, denunciano anonimamente Edmond come agente bonapartista. Con la complicità del sostituto procuratore del re Luigi XVIII e magistrato pubblico Gérard de Villefort, che teme ripercussioni sulla sua carriera a causa di alcune informazioni in possesso di Edmond, Dantès viene rinchiuso nel famigerato castello d'If.
Passano gli anni ed Edmond Dantès stringe in carcere una sincera amicizia con l'abate Faria, il quale lo istruisce in varie discipline, dall'economia alla matematica, dalle lingue straniere alla filosofia. Insieme passano ore a scavare un tunnel per la fuga, ma Faria, ormai vecchio ed infermo, non riuscirà a vederne l'uscita. Prima di morire, Faria confida a Dantès la posizione di un grande tesoro sull'isola di Montecristo.
Dantès riesce a fuggire dal carcere sostituendosi al cadavere di Faria nel sacco che ne conteneva le spoglie, e dopo la fuga viene salvato da alcuni marinai, con i quali arriva in Italia. Non appena può, si reca nell'isola di Montecristo dove, seguendo le istruzioni di Faria, trova il tesoro e cambia identità assumendo quella dell'enigmatico conte di Montecristo.
Dieci anni dopo, Dantès attua i suoi propositi di vendetta, preparato mentalmente e fisicamente: giunge a Parigi e fa il proprio ingresso in società. Presto conquista l'amicizia e la fiducia dei suoi nemici giurati (che non lo riconoscono) e prepara la vendetta per ciascuno. Una volta realizzato il suo obiettivo si accorge che le conseguenze della ritorsione vanno oltre i propri propositi.
Benché il regolamento di conti con i suoi ex amici non sia stato completato, libera il suo irriducibile nemico, Danglars. Riesce a ritrovare la propria umanità e l'amore grazie alla sua bella schiava greca Haydée, oltre il perdono per l'avversario e per se stesso.

### La "trasformazione"
Se prima della prigionia Edmond è un aitante diciannovenne, dai lineamenti dolci e dal fisico pressoché adolescenziale, uscito dal castello d'If il suo fisico ha acquistato vigore, e la sua figura, alta e pallida, è paragonabile a quella di un vampiro:
Il nuovo Edmond Dantès che esce dal castello d'If è un uomo infelice, che conduce una vita di sfarzi e lussi, senza però raggiungere una condizione di vera felicità. Emblematico è il frequente ricorso che fa ad una droga, l'hashish, che con le sue allucinazioni gli permette di estraniarsi dalla realtà procurandogli piacevolissime sensazioni. Il conte di Montecristo è ossessionato dalla vendetta, che prepara nei minimi particolari, pur senza fretta, informandosi sui suoi nemici e allestendo un piano che sembra perfetto, anche se alla fine non si rivelerà tale perché, pur rovinandoli, distruggerà pure la vita ad altri.

### Un grande viaggiatore
Benché nel libro non ci siano descrizioni, il conte di Montecristo, nei dieci anni in cui gira il mondo, compie una moltitudine di viaggi nei luoghi più disparati del globo, fermandosi soprattutto in Oriente. Durante questo periodo riesce ad aumentare la sua fortuna, a fare conoscenza di vari e influenti personaggi, ad imparare usi e costumi diversi da quelli francesi. In questi anni prepara il suo corpo e la sua mente per quella che sarà la sua vendetta una volta tornato in Francia: addestra il suo fisico a sopportare fatiche e privazioni immani e si esercita a confrontarsi con immagini di morte e orrore senza perdere lucidità mentale e sangue freddo, apprendendo anche gli stili di combattimento propri dei vari Paesi da lui visitati. Oltre a ciò accresce la sua servitù con eccellenti intendenti, quali il còrso Bertuccio e l'arabo muto Alì. Riscatta inoltre al mercato alcuni schiavi di Costantinopoli, tra cui la bella Haydée, di cui prima si servirà come strumento per la propria vendetta e di cui poi si innamorerà.

### Una ricchezza infinita
Il conte di Montecristo mostra apparentemente una ricchezza infinita, necessaria per ottenere larghi crediti e fiducia da parte delle persone che conosce. Possiede case, barche a vela, battelli; inoltre le sue dimore sono arredate con oggetti esotici e pregiatissimi, la sua tavola è imbandita con pietanze provenienti da tutto il mondo e cibarie tanto preziose quanto rare. Edmond compra beni immobili con una facilità disarmante; la sua liquidità inesauribile gli permette di acquistare edifici a scatola chiusa e di farli subito arredare. Per esigenze di viaggio, ha fatto aprire inoltre tre crediti illimitati su banche di vari Paesi. Nel suo testamento dichiara di avere ottanta milioni di franchi, ma è possibile che buona parte del patrimonio fosse già andata spesa.
La ricchezza del conte di Montecristo va di pari passo con la sua eccentricità, anch'essa creata ad arte per stupire l'intera Parigi e guadagnarsi i favori delle classi elevate della città. I racconti fantastici su di lui, possessore di un'isola, Montecristo appunto (nelle cui viscere vi è una grotta adornata come un palazzo principesco), sui suoi straordinari servitori, sulle sue abitudini stravaganti, ne fanno un personaggio sicuramente al limite del fantastico, e ciò spiega l'ammirazione che riscuote quando si stabilisce nella capitale francese.

### Il vendicatore
Tutto quello che Edmond fa da quando riesce a fuggire dal castello d'If è legato al suo obiettivo principale: la vendetta verso coloro che lo hanno privato di fatto del padre Louis, di Mercédès, del lavoro e della libertà. Come si evince da innumerevoli dialoghi e azioni compiute da Dantès, il protagonista de "Il conte di Montecristo" è fermamente convinto che il suo obiettivo di vendetta verso i suoi nemici abbia l'approvazione divina. Questo pensiero era nato in prigione quando, prossimo alla morte, il destino, Dio secondo Dantès, gli aveva dato l'opportunità di conoscere Faria, che risolleva le sue speranze e la cui conoscenza si rivelerà fondamentale per la salvezza e la rinascita del giovane. Compito di Edmond è fare pagare a coloro che lo hanno rovinato per le loro malefatte, e il conte riesce appieno in ciò: Mondego perde tutto ciò che ama e si uccide, Villefort impazzisce dopo che la sua famiglia viene distrutta e la sua reputazione infangata irrimediabilmente.
Ma è proprio la terribile rovina di Villefort, che perde moglie e figlio, ad instillare il dubbio nella mente di Edmond: il motto "Dio è per me e con me" non regge più; forse egli non è lo strumento della Provvidenza come aveva creduto fino a quel momento. Alla fine però i dubbi di Edmond sono fugati, ed egli può completare così la sua vendetta contro Danglars, l'ultimo nemico rimasto da punire. Contrariamente ad ogni aspettativa, però, Edmond decide di perdonarlo, e lo lascia andare, libero, sapendo che doveva perdonarlo per poter perdonare anche se stesso e le azioni compiute durante la sua vendetta. Dumas si sarebbe ispirato per creare il personaggio di Dantès al ciabattino di Nîmes, Pierre Picaud, che visse analoghe esperienze: le sue memorie furono rinvenute da Jacques Peuchet (1758-1830), la cui opera influenzò lo scrittore francese nell'ideazione della figura del conte.

## Film e attori che hanno interpretato il ruolo di Edmond Dantès
- Il conte di Montecristo (Monte-Cristo), film diretto da Henri Fescourt (1929).
- Il conte di Montecristo (The Count of Monte Cristo), film diretto da Rowland V.Lee (1934): Robert Donat.
- Il conte di Montecristo (Le comte de Monte Cristo), film diretto da Robert Vernay (1943): Pierre Richard-Willm.
- Il conte di Montecristo (Le comte de Monte Cristo), film diretto da Claude Autant-Lara (1961): Louis Jourdan.
- Il conte di Montecristo, sceneggiato diretto da Edmo Fenoglio (1966): Andrea Giordana.
- Montecristo 70, film diretto da André Hunebelle (1968): Paul Barge.
- Il conte di Montecristo, film: Richard Chamberlain.
- Il conte di Montecristo (Le comte de Monte Cristo), film a puntate diretto da Josée Dayan (1998): Gérard Depardieu.
- Montecristo (Montecristo), film diretto da Kevin Reynolds (2002): Jim Caviezel.
- Il Conte di Montecristo - Il Musical diretto da Gino Landi. Edmond Dantès: Robert Steiner.
- C'era una volta - serie televisiva di Edward Kitsis ed Adam Horowitz. Edmond Dantès: Craig Horner